# Roberto Vacchi
Roberto Ivano Luca Vacchi, född 28 november 1965 i Stockholm, är en före detta elitcyklist och numera sportkommentator på tv-kanalen Eurosport. Vacchi är främst känd som cykelkommentator. Han är även speaker på svenska herrfotbollslandslagets hemmamatcher, Vasaloppet, Royal Palace Sprint och vid samtliga tävlingar i Alpina världscupen och Alpina VM i Åre sedan 2006.. Vacchi vann priset som årets sport-tv-profil i Kristallen 2015.

## Biografi

### Uppväxt och cykelkarriär
Som nioåring flyttade Vacchi till Italien och staden La Spezia. Redan som 11-åring började han tävlingscykla. 1977 flyttade Vacchi tillbaka till Sverige och blev sedermera uttagen i det svenska cykellandslaget. 

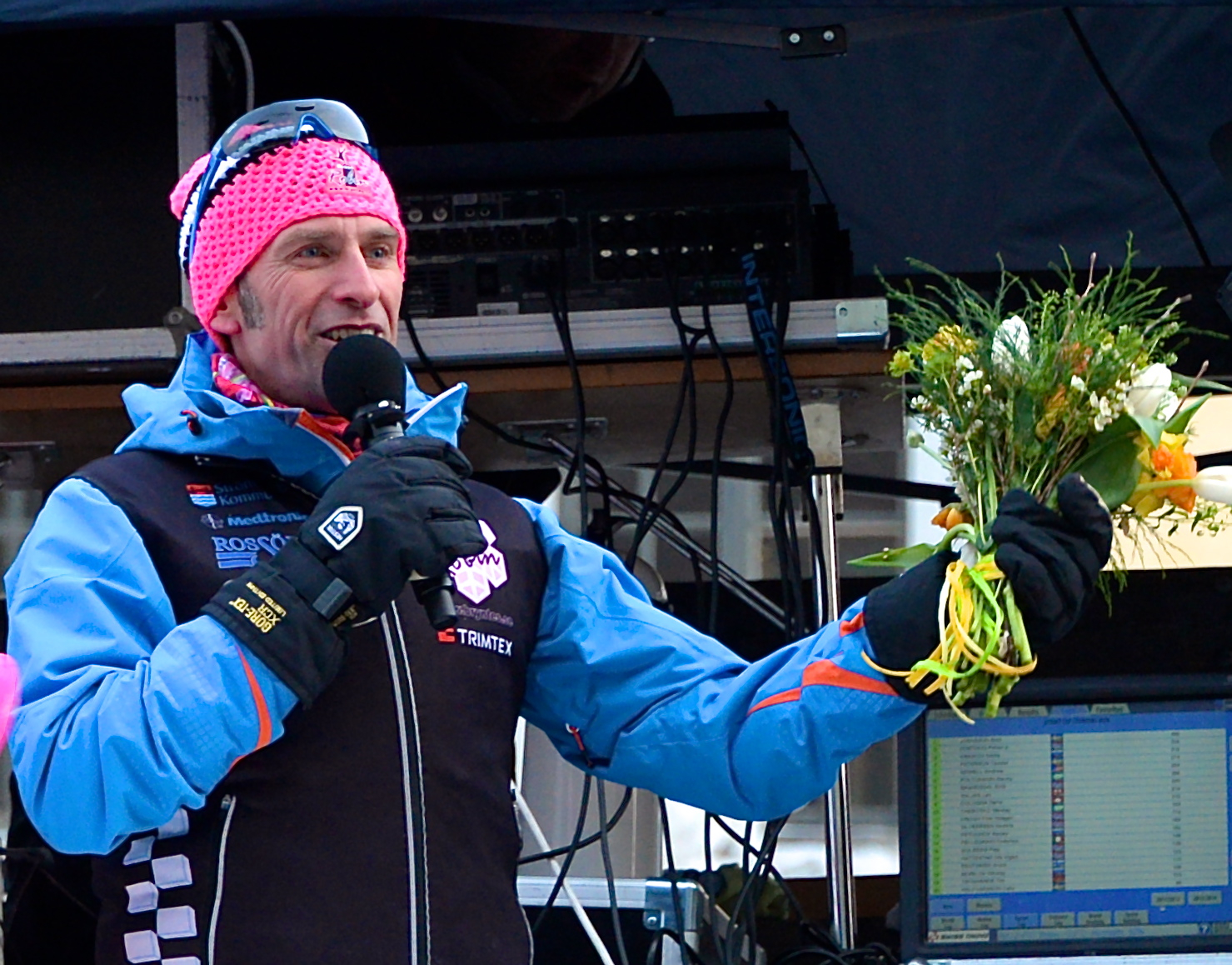
Roberto Vacchi som speaker på Royal Palace Sprint 2013.

### Kommentator och redaktör
Roberto Vacchi har i många år varit kommentator på Eurosports sändningar av främst cykeltävlingar. Han har då ofta Anders Adamson som bisittare.
Vacchi arbetar även som speaker och konferencier vid cykel- och skidtävlingar. 1993 började han kommentera för Eurosport. Vacchi är även chefredaktör för skidtidningen Glid och skriver ofta i Bicycling (tidigare Cykeltidningen Kadens), en tidskrift som han startade tillsammans med Andreas Danielsson, David Elmfeldt, Lasse Strand och Stefan Larsén. Vacchi är tidningens landsvägsredaktör.
I samband med vinter-OS 2018 har Vacchis kommentatorsröst även hörts i Kanal 5, i och med att systerkanalerna Eurosport och Kanal 5 båda två direktsänder OS-tävlingarna. Vacchi har då kommenterat tävlingarna i längdåkning och skidskytte (det senare med Carl Johan Bergman som bisittare).

### Privatliv
Vacchi var länge bosatt i Borlänge. Men sedan 2017 bor han i Katrineholm. Han är skild från sin tidigare fru Veronica som han har tre barn tillsammans med: Michel, Anna och Lisa.

## Stil och utmärkelser
Roberto Vacchi kom 2008 på tredje plats i tävlingen Guldskölden, en tävling som utser bästa sportjournalist. Han kom på andra plats i kategorin årets kommentator. 2015 utsågs han till årets sport-tv-profil vid den svenska TV-branschens Kristallengala och vann dessutom det årets Guldsköldenpris.
Vacchi är känd för att känna till kulturella och geografiska fakta som är relevanta vid tävlingarna, likaså för att snabbt identifiera cyklister samt för sin exalterade entusiasm vid slutskedet av tävlingarna. Han har ett smittande skratt, och bland vanliga uttryck i hans kommenteringar märks "huvva", "såklart" och "rackarns".